# Maju Herklotz
Maria Júlia de Castro Herklotz (Rio de Janeiro, 4 de novembro de 1975) é uma ex-esgrimista brasileira.

## Biografia e carreira
Começou a praticar esgrima em 1990, aos 15 anos de idade no Esporte Clube Pinheiros onde deu início em 1994 a uma parceria de longa data com o treinador cubano Guillermo Betancourt. Foi duas vezes campeã brasileira, em 1999 e 2004., conquistou o vice-campeonato brasileiro em 1997, 2000, 2001, 2002, 2005 e 2007 e a terceira colocação em 1996 .
Representou o Esporte Clube Pinheiros de 1990 até 1996, quando deixou a entidade para poder seguir treinando com o medalhista olímpico Guillermo Betancourt. Jogou pelo Macabi de 1997 a 2001 e Esporte Clube Banespa de 2002 a 2003. Em 2004, com a direção da sala sob a gestão de Roberto Cappellano, foi convidada a defender novamente as cores do Esporte Clube Pinheiros.
Participou dos Jogos Sul-Americanos do Rio de Janeiro 2002, conquistando a medalha de bronze na prova individual e prata por equipes e Buenos Aires 2006. Em Jogos Pan-Americanos fez parte da delegação nas edições de Winnipeg 1999, Santo Domingo 2003 e Rio de Janeiro 2007. Em campeonatos Mundiais, jogou as edições de Lisboa 2002 e Leipzig 2005. Nos Jogos Olímpicos de Verão de 2004, em Atenas, ficou em 20º lugar na competição..
Em Copas do Mundo, conquistou duas vezes a medalha de bronze em Buenos Aires nas edições de 2004 e 2006. Maria Júlia, conhecida também como Maju, foi a primeira esgrimista mulher a participar de uma edição dos Jogos Olímpicos pelo Esporte Clube Pinheiros e, juntamente com Élora Pattaro, foi a segunda mulher brasileira a representar a modalidade em Jogos Olímpicos.
Fora das pistas, graduou-se como  arquiteta  pela Universidade de São Paulo - USP e foi uma das fundadoras da Associação Brasileira de Esgrimistas, em 2008.